# Pfarrkirche Wilfersdorf

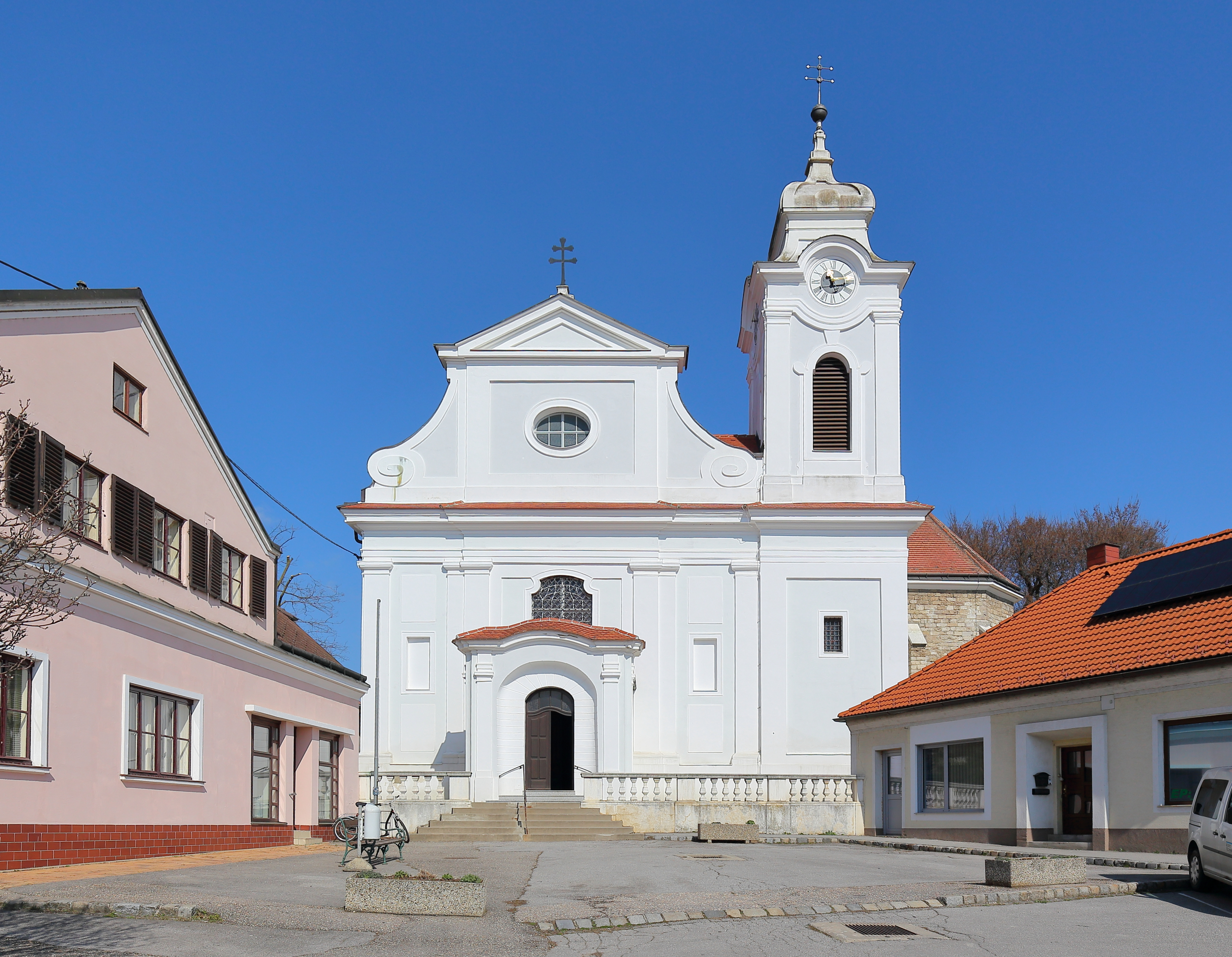
Katholische Pfarrkirche hl. Nikolaus in Wilfersdorf

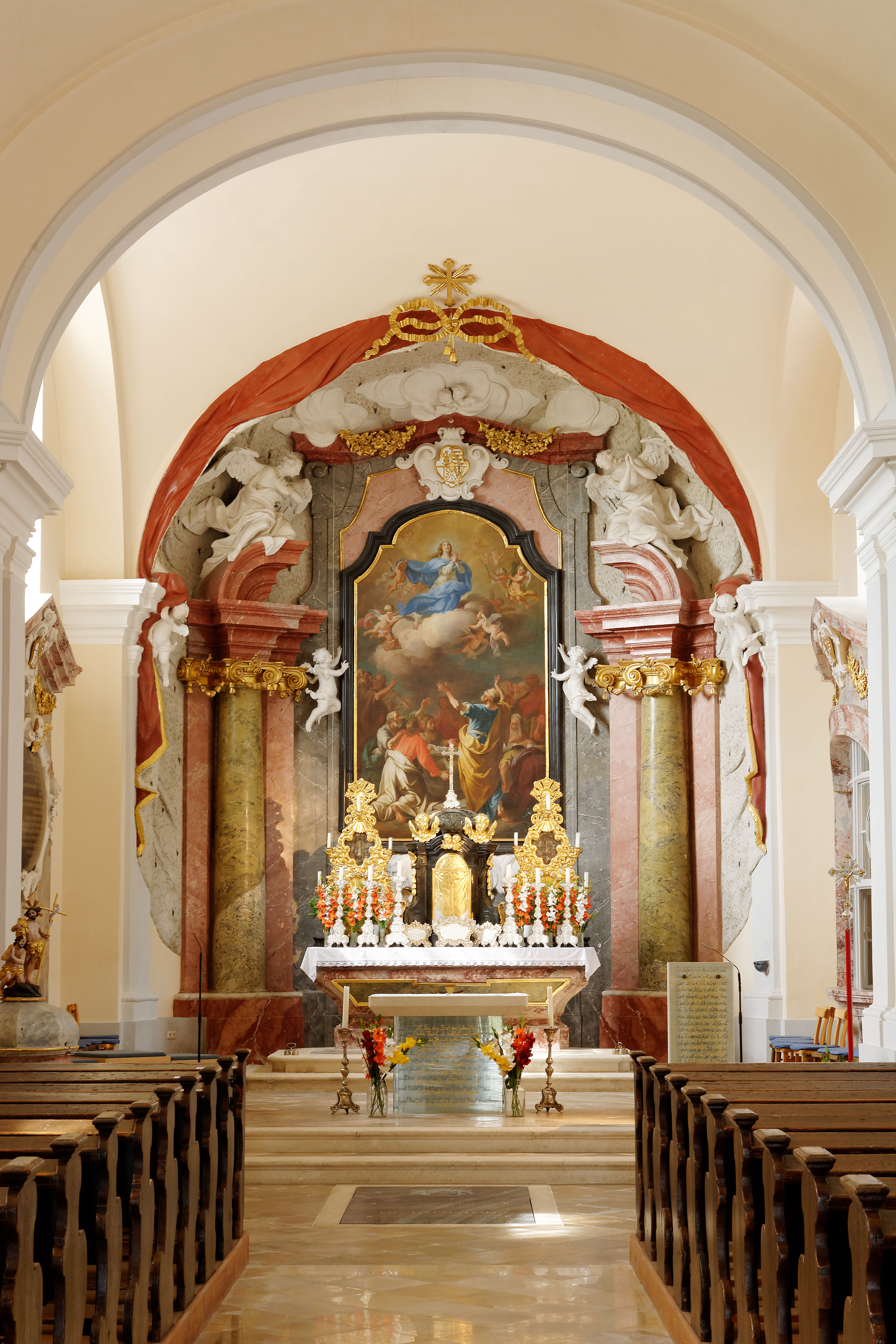
Langhaus, Blick zum Chor

Inschrifttafel mit zwei Wappen

Die römisch-katholische Pfarrkirche Wilfersdorf steht auf einem ansteigenden Hügelrücken im Norden des Marktplatzes in der Marktgemeinde Wilfersdorf im Bezirk Mistelbach in Niederösterreich. Die dem Patrozinium des hl. Nikolaus unterstellte Pfarrkirche gehört zum Dekanat Mistelbach-Pirawarth im Vikariat Unter dem Manhartsberg der Erzdiözese Wien. Die Kirche steht unter Denkmalschutz (Listeneintrag).

## Geschichte
Nach 1200 wurde ein Vikariat genannt. Das Patronatsrecht ging 1270 an den Bischof von Passau. In der zweiten Hälfte des 16. Jahrhunderts wurde Wilfersdorf vom Haus Liechtenstein der Pfarre Mistelbach entzogen und mit protestantischen Geistlichen besetzt. Wilfersdorf wurde 1661 zur Pfarre erhoben.
Von der gotischen Vorgängerkirche aus der ersten Hälfte des 15. Jahrhunderts ist das Erdgeschoß des Turmes und der Chor erhalten. Nach einem Brand 1590 wurde die Kirche wiederhergestellt. Der heutige Kirchenbau entstand von 1742 bis 1744 durch den Maurermeister Andreas Hammer.
1945 Durch Kriegseinwirkungen wurde die Marienkapelle (alte Pfarrkirche und östlicher Teil der Pfarrkirche) zerstört und bis 1955 wieder aufgebaut. Die Muttergottes Statue blieb wie durch ein Wunder unversehrt.

## Architektur
Die spätbarocke Saalkirche mit einer südlichen Giebelfront mit seitlich beigestelltem Turm hat einen eingezogenen spätbarocken Nordchor und östlich am Langhaus hinter dem Turm den ehemaligen gotischen Chor der Vorgängerkirche Mariä Himmelfahrt (heutige Marienkapelle). Nördlich am gotischen Chor steht die Sakristei, welche mit einem Gang entlang des Langhauses östlich den Nordchor erschließt. Unter dem gotischen Chor befindet sich eine Gruft.
Die spätbarocke Ausstattung der Kirche zeigt Stuckplastiken von Antonio Beduzzi.

## Einrichtung
Der Hochaltar vor einer als Draperie stuckierten Apsiskalotte hat ein Retabel mit pilasterhinterlegten ionischen Säulen flankiert mit Gebälkfragmenten und Sprenggiebelwangen, er trägt als Altarfiguren Engel und Putten und zeigt das Altarblatt Mariä Himmelfahrt von Domenico Mainardi um 1742. Der freistehende Altartisch trägt einen barocken Volutentabernakel und Reliquiaren in einer reichen vergoldeten Rahmung aus dem zweiten Viertel des 18. Jahrhunderts.
Die Seitenaltäre als stuckmarmorne Retabel von Engelsfiguren bekrönt zeigen Altarblätter von Domenico Mainardi, links die Heilige Sippe und rechts den hl. Nikolaus.
Die Orgel baute von 1742 bis 1744 Anton Richter, das Rückpositiv 1768/1769 Matthias Jesswagner, das Gehäuse und das Rückpositiv zeigen ein vergoldetes Reliefdekor. Eine Glocke nennt mit einer langen Inschrift Johann Baptist Dival 1720.